# یواس‌اس الگوراب (ای‌کی‌ای-۸)
یواس‌اس الگوراب (ای‌کی‌ای-۸) (به انگلیسی: USS Algorab (AKA-8)) یک کشتی بود که طول آن ۴۵۹ فوت ۱ اینچ (۱۳۹٫۹۳ متر) بود. این کشتی در سال ۱۹۳۹ ساخته شد.